# Cabuyao

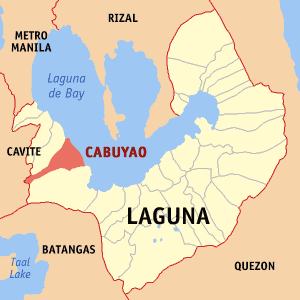
Cabuyaos läge i Laguna

Cabuyao är en stad i Filippinerna som ligger i provinsen Laguna i regionen CALABARZON. Den hade 205 376 invånare vid folkräkningen 2007. Kommunen är indelad i 18 smådistrikt, barangayer, varav samtliga är klassificerade som urbana.